# 宇家譲二
宇家 譲二（うや じょうじ）は、テレビ朝日技術制作局美術制作センター所属の美術デザイナーである。テレ朝と中心とした数々のドラマやバラエティのデザインを担当したことがある。

## 主な作品

### 担当番組
- 小学生クラス対抗30人31脚

### 過去の担当番組
- エースをねらえ!
- ミュージックステーション
- ニュースステーション（飛騨の古民家の廃材を利用したセット）
- ビートたけしのTVタックル

| スタブアイコン | サブスタブ | この項目は、まだ閲覧者の調べものの参照としては役立たない、人物に関連した書きかけの項目です。この項目を加筆・訂正などしてくださる協力者を求めています（P:人物伝/PJ:人物伝）。 |